# 矢張政志
- 逆転裁判 > 逆転裁判の登場人物の一覧 > 矢張政志
- 逆転検事 > 逆転検事の登場人物の一覧 > 矢張政志

矢張 政志（やはり まさし、1993年 - ）は、カプコンのゲーム『逆転裁判』シリーズに登場する人物。

## 概要
『逆転裁判』『逆転裁判3』『逆転裁判6』『逆転検事』『逆転検事2』（以下、それぞれ『1』『3』『6』『検事』『検事2』）に登場。主人公で弁護士の成歩堂龍一と検事の御剣怜侍とは、小学校からの親友で幼馴染であり、また、成歩堂の弁護士としての最初の依頼人でもある。ただし、依頼料は払っていない。英語版の名前は"Larry Butz"。
BGMは「事件の影にやっぱりオレ」（『3』以降）。

## 演じた人物
声優
- 小野坂昌也（ドラマCD、『特別法廷』、『6』）
- 奈良徹（テレビアニメ版）

俳優
- 中尾明慶（実写映画版）
- 林明寛（舞台版）

## 人物
女好きでナンパに熱心。だが、成果はあまりよくなく、時に交際までこぎつけることがあっても結局はすぐに振られてばかりいる。その度に「もう女なんて信じねぇ!」と叫んでいるが、大抵はすぐに彼女を作り（または女性に目をつけ）、「カノジョとなら、もう一度やり直せそうな気がするんだ」と言うため全く懲りていない様子。女性の好みについてはかなりストライクゾーンが広いらしく、綾里真宵はおろか狩魔冥まで視野に入れて行動している。特に真宵については、「もう女なんて信じねぇ!」とさけんだ直後でも「あ、でも、真宵ちゃんだけは別な!」と言っている。ただし、綾里春美については「同じ名前の彼女は二人作れない」主義のため除外している（だが、その際春美の年齢については全く判断材料にしておらず、写真を見た時に「かわいいなあ」などと発言していたので、もし彼女が「春美」という名前でなかったらターゲットに入っていた可能性もある）。しかし、流石にオバチャン（本名・大場カオル）とデリシャス（本名：デリシー・スコーン）については完全に恋愛対象から除外している。また、年齢不明で子供のように小柄な体格をしたデリシーを一目見ただけで年上と見抜いたことから御剣を驚かせた。また彼と付き合う女性の名前は必ずしりとりになっており（美佳→カズミ→ミユキなど）、理由は不明だが、このことからもやはり女性の名前には何かしらの執着がある様子。
「事件のカゲに、ヤッパリ矢張」と言われるほど、何かしら事件に巻き込まれるスーパートラブルメーカー。事件の陰であまり人前で言えないような恥ずかしいことをこっそり実行することが多い。本人も恥ずかしがり簡単に喋ろうとしないが、『検事2』第3話では珍しくそのようなことはしなかった。『1』第1話で恋人が殺された際にはその容疑者にされた他、自分が作った「考える人の置き時計」が殺人事件の凶器になり、『1』第2話でも（事件に直接関わってはいないが）綾里千尋が殺害された殺人事件の凶器が再び矢張の作った「考える人の置き時計」だった（同じ物ではなく、2つ同じ物を作っておりそれが事件の凶器となった）。『1』では自らのいい加減な性格を自覚していなかったが、『3』第2話でその性格が原因で人を死なせてしまったことからようやく自覚。『3』第5話ではそんな自分を変えるために絵本作家・天流斎エリスの弟子になり、天流斎マシスというペンネームを名乗るようになる。その際絵が上手で（特に似顔絵が得意）、芸術方面に長けていることが発覚した。天流斎マシスの際に着用した服のプリントは、『1』第3話から登場したサルマゲどん。『検事2』第3話では彼の描くイラストが多々証拠品リストで採用され、その絵によって話を進めていくことができるほどの実力を見せた。その一方で矢張が法廷に来ると必ず法廷が滅茶苦茶になり、幼馴染の成歩堂と御剣はかなり迷惑しているが、決して悪い面ばかりではなく『1』第4話では一度御剣に下された有罪判決を覆す活躍を見せた。さらに矢張が登場するエピソードにおいては、毎度いい加減に思える矢張の発言および証言や、矢張に関する何の意味もなさそうな証拠品が事件解決の重要な鍵となることが多く、『検事』の黒幕も追い詰める結果にもなった。「バカにするな!俺だって中学は出ているんだ!」という台詞が何度かあり、高校は出ていないか中退している様子。

## 容姿
身長177cm。ツンツンした茶髪で顎鬚を生やしている。『1』では妙な柄のTシャツの上にオレンジ色のテーラードジャケットを着ている。『3』では警備員の制服、および画家のような恰好をしている。『6』特別編ではベレー帽を被り、自らがデザインしたキャラクターのあしらわれた派手なジャケットを着用。時折桃色ミラーサングラス（普段は胸ポケットに引っ掛けている）を掛け、鼻下髭の付け髭をつけ、パイプを銜える。

## 仕事
『1』第4話ではひょうたん湖公園でのとのさまんじゅう売りのアルバイト。『3』第2話ではKB警備の警備員のアルバイトなど、職を転々としていたが、『3』第5話では絵本作家・天流斎エリス（てんりゅうさい エリス）に弟子入りし、自ら天流斎マシスと名乗るようになる。『4』第4話の「ひのまるコロシアム」では背景キャラクターで天流斎マシスらしき人物を見ることが出来る。『3』の約1か月後の『検事』でも絵を描くことは辞めておらず、これまで通りアルバイトもしている。『検事』第5話ではトノサマンのスーツアクターを務める。『検事2』第3話では『3』第5話以来の天流斎マシスで再登場。時系列的に大きく間の空いた『6』特別編では、デビュー作『メイちゃんのムチムチ大冒険』こそヒットしたもののその後が振るわず、一発屋として扱われてはいるが、結婚式のウェルカムボードを描いたり、本屋で小さいながらもサイン会を開いてもらったりなど、しっかりと絵描きとして生活していることが窺える。

## 関連人物
- 成歩堂龍一（親友で幼馴染）
- 御剣怜侍（親友で幼馴染）
- 高日美佳（元・恋人）
- 大場カオル（『3』第2話のKB警備のアルバイトの先輩）
- あやめ（『3』第5話の想い人）
- 天流斎エリス（師匠）
- 大津部雫（『6』特別編の想い人）